# Estanh des Cabidornats
L' estanh des Cabidornats, també conegut com estanh Plan, és un llac glacial situat al centre de la conca del circ de Colomèrs, al terme municipal de Naut Aran, a la Vall d'Aran. Es troba a 2.189 metres d'altitud, i la seva superfície és de 5,3 hectàrees. Està inclòs a la zona perifèrica del Parc Nacional d'Aigüestortes i Estany de Sant Maurici. L'estany des Cabidornats conté una illa en el seu interior.
El 1974 es va colo·locar en una pared rocosa de l'illa situada dintre de l'estany una placa amb uns versos de la poetessa Palmira Jaquetti i Isant, que va ser membre actiu de la recollida de cançons populars per l'Obra del Cançoner Popular de Catalunya entre 1921 i 1940 a la vall d'Aran i altres zones pirinenques.